# Chiesa di Santa Maria Ausiliatrice (Follo)
La chiesa di Santa Maria Ausiliatrice è un luogo di culto cattolico situato nella frazione di Piana Battolla nel comune di Follo, in provincia della Spezia. La chiesa è sede della parrocchia omonima del vicariato dell'Alta Val di Magra della diocesi della Spezia-Sarzana-Brugnato.

## Storia

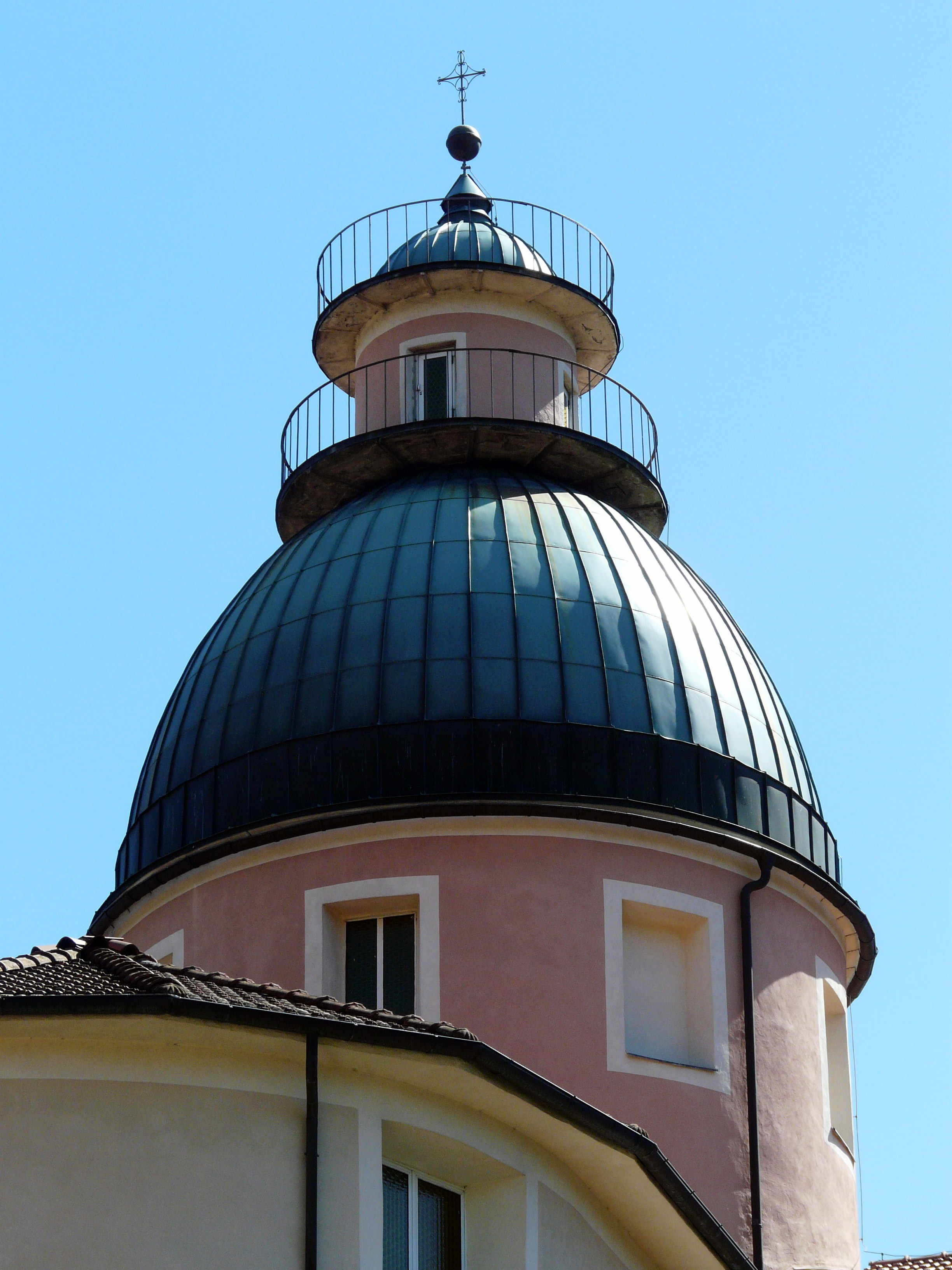
Particolare della cupola

Piana Battolla era originariamente dipendente dalla parrocchia di Tivegna, dalla quale venne scorporata il 14 marzo 1820 dal Vescovo di Luni - Sarzana e Brugnato Pio Luigi Scarabelli grazie alle pressioni di don Francesco, don Bernardo e don Girolamo Battolla (che ne fu il primo e il terzo parroco), fratelli sacerdoti nativi proprio del borgo, aggiunte alle innumerevoli richieste della popolazione a causa della distanza e della scomodità della sede parrocchiale tivegnina: in quell'occasione venne elevato a parrocchia l'antico Oratorio di San Rocco, risultando però insufficiente per la crescente popolazione del borgo.
I lavori per la costruzione della nuova chiesa iniziarono nel 1824 in una zona allora libera del paese, protraendosi con lentezza fino al 1849 e interrompendosi ad opera già quasi completata nel 1850, a causa dei cattivi raccolti di quell'anno e della conseguente povertà della popolazione. La ripresa si ebbe nel 1867 e nel 1869 venne benedetto il portale e si iniziò a celebrarvi la messa.
La consacrazione si ebbe soltanto il 21 aprile 1894 ad opera di Mons. Giacinto Rossi mentre dal 1901 al 1905 venne edificato il campanile, posto sul lato sinistro della facciata. Da un improvviso incendio nell'edificio nel 1904 si salvò l’antico e venerato quadro della Madonna, ancor oggi conservato nella parrocchiale.

## Descrizione
La chiesa è impostata su pianta longitudinale a tre navate, presentando transetto e abside a conclusione del presbiterio; all'intersezione tra navata e transetto si presenta la cupola, terminante con una lanterna. Il transetto forma due cappelle laterali, dedicate la destra a Maria Ausiliatrice e la sinistra a San Rocco, rispettivamente patrono e compatrono del paese; la cappella di San Rocco custodisce anche l'originario altar maggiore dell'Oratorio, di foggia settecentesca. La copertura è a botte lunettata, affrescata assieme al resto degli interni subito dopo la consacrazione del 1894; ogni campata delle navate laterali è invece coperta da una volta a crociera.
La facciata si presenta divisa in due parti data la presenza dell'importante trabeazione che, sostenuta da paraste di ordine composito al livello inferiore, caratterizzato da un andamento curvilineo, è scandito da sottili lesene e concluso alla sommità da un classico timpano triangolare.
La chiesa è annoverata nel Catalogo dei Beni Culturali Italiani.
Dipendono dalla parrocchia l'Oratorio di San Rocco e la Cappella privata della locale famiglia Battolla.